# Aeroporto Internacional de Lansing
O Aeroporto Internacional de Lansing (em inglês:  Lansing Capital Region International Airport) é um aeroporto que serve a cidade de Lansing no estado norte-americano do Michigan.  O aeroporto está situado na DeWitt Township, um suburbio de Lansing.  Em 2000 transportou 656.703 de passageiros.  Em 2012 transportou 389.600 de passageiros.  O Aeroporto de Lansing com um terminal e três pistas.  O Aeroporto é o cidade-foco das companhia aérea norte-americanas Sun Country Airlines.
O Aeroporto também é conhecido pelos seguintes nomes:
- Aeroporto Internacional de Capital Region
- Aeroporto de Capital City

## Linhas aéreas e destinos
- Allegiant Air: Orlando-Sanford[4]
- Apple Vacations operado pela Sun Country Airlines: Cancún [sazonal], Puerto Vallarta [sazonal], Punta Cana [sazonal]
- Delta Connection operado pela Chautauqua Airlines: Detroit [sazonal]
- Delta Connection operado pela Pinnacle Airlines: Detroit, Minneapolis/St. Paul
- Delta Connection operado pela SkyWest Airlines: Detroit [sazonal], Minneapolis/St. Paul [sazonal]
- Sun Country Airlines: Las Vegas [sazonal][4], Minneapolis/St. Paul, Orlando [sazonal], Washington-National[5]
- United Express operado pela ExpressJet Airlines: Chicago-O'Hare
- United Express operado pela SkyWest Airlines: Chicago-O'Hare [sazonal]

O UPS Airlines é uma linha aérea da carga no aeroporto.

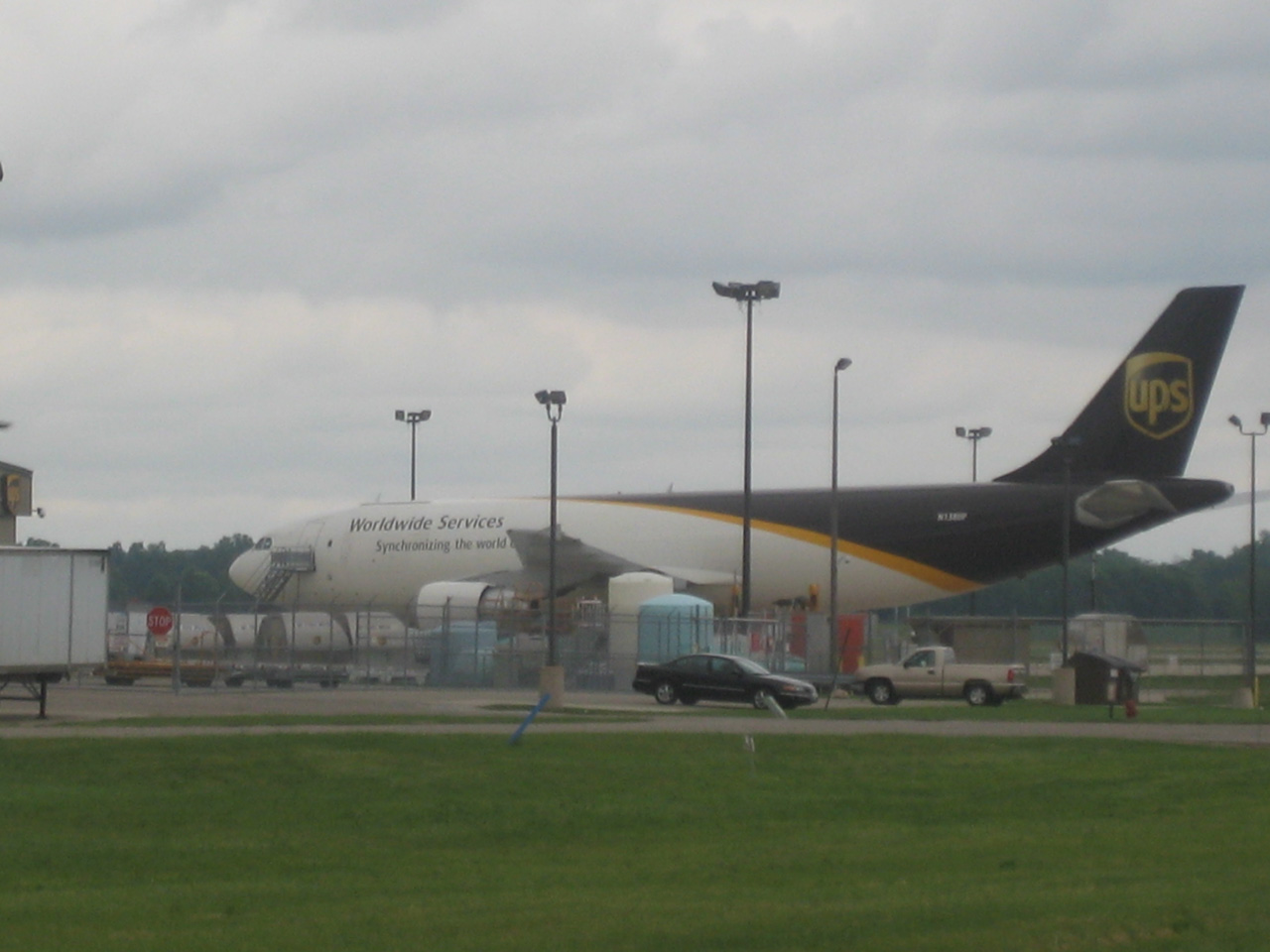
UPS Airlines Airbus A300F4-600
no aeroporto de Lansing

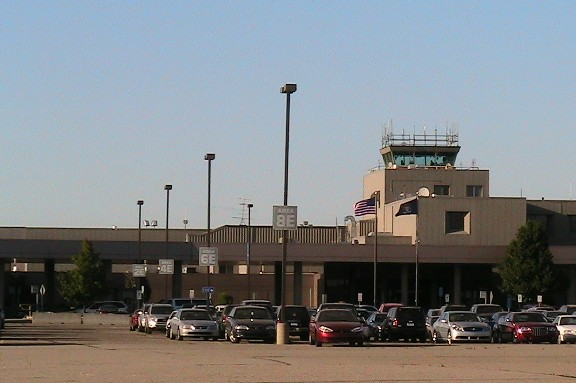
Terminal de aeroporto